# Краснотуранский район
Краснотура́нский райо́н — административно-территориальная единица (район) и муниципальное образование (муниципальный район) в южной части Красноярского края России.
Административный центр — село Краснотуранск, в 220 км к югу от Красноярска.

## Физико-географические условия
Краснотуранский район располагается в Минусинской впадине Сыдо-Ербинской котловины, на правобережье реки Енисей (54° 38' — 54° 48' с. ш. и 90° 57' — 91° 50' в. д.). Площадь территории района — 3462 км². С востока район омывается Красноярским водохранилищем, северную и южную части разделяет Сыдинский залив. В пределах средней части района, занимая небольшую территорию, простирается Сыдинская предгорная степь.
Физико-географические границы района проходят на севере по горе Катушка, истоку ручья «Кипучий», на юге — от правобережья Тубинского залива до Красноярского водохранилища, на западе — по береговой линии от горы Тепсей, горы Туран и до г. Катушка, на востоке по границам рек Убей, Уза, до реки Колдыбай, верх по реках Б. Куреж и Джирим. Административные границы совпадают с севера с Новосёловским районом, с северо-востока — с Балахтинским районом, с юга — Минусинским районом, с востока — Идринским районом и Курагинским районом, с западной стороны с Боградским районом Республики Хакасия.
Сыдинская предгорная степь занимает низкогорную часть Восточного Саяна преимущественно с холмисто-увалистысм рельефом и широкими долинами рек Сыды и Уза. Высота возвышенностей составляет 250—750 м над у. м. В северной и восточной части района по крутым склонам преобладают луговые степи и остепненные луга, на юго-западе района господствуют равнинные степи и лесостепи.
Водные ресурсы Краснотуранского района включают р. Енисей (Красноярское водохранилище) с его многочисленными притокамиː рр. Уяр, Уза, Салба, Биря, Диссос, Кара-Беллык, Сарушка, Джирим, Алгаштык, Бол. Джезлык, Карасук и Камышта, а также крупным Сыдынским заливом 36,5 км длиной
Разнообразные почвообразующие породы в районе по происхождению и составу объединяются в группыː эллювиальные и эллювиально-деллювиальные отложения различных магматических, осадочных и метаморфических пород, деллювиальные продукты различных пород, преимущественно красноцветные, красно-бурые глины и суглинки, лёссовидные суглинки и супеси, переотложенные ветром, и речные пески — аллювиальные отложения современных долин. Характерны серые и тёмно-серые лесные почвы, оподзоленные, выщелоченные и обыкновенные чернозёмы

## История
Центр Краснотуранского района — село Краснотуранск — расположено на берегу Сыдинского залива. Раньше оно называлось Абаканским и находилось на берегу реки Енисей. Село было крупным ремесленным центром и славилось ярмарками. В 1933 году его переименовали, взяв за основу название гор Туран и Красная, между которыми он располагался
В конце XVII — начале XVIII века в этих местах жили енисейские кыргызы, койбалы, байкотовцы и другие этнические группы Тубинского улуса. Русские казаки стали заселять здешнюю территорию в первой четверти XVII века, а в 1697 году было намечено строительство острога в устье реки Абакан для защиты от набегов кочевников.
Абаканский острог «за камнем Туран в центре Киргизской землицы» был построен в 1707 году по указу Петра I. Служилые люди достигли устья реки Абакан, но посоветовавшись между собой, решили ставить острог ниже по Енисею: «на 20 верст от устья Абакану. Пониже камня Турану на правой стороне Енисея во близости к лесам и селению пригодное».
Возвели Абаканский острог (нынешнее с. Краснотуранск) за 15 дней, и воевода Илья Цыцурин заслушал присягу русскому государю 20 хакасских улусов о принятии российского подданства. Так, в Абаканском остроге разместилась Управительная контора — основное учреждение по управлению хакасами, жившими в Минусинской котловине.
До XIX века в остроге селились сибирские старожилы (чалдоны), а в конце XIX века стали перебираться переселенцы из европейской части России. В настоящее время исторически сложившееся поселение находится на дне Красноярского водохранилища.
В 1917 году в районе насчитывалось посёлков в три раза больше, чем сейчас — около 90, в которых проживали 18 тысяч человек. Наиболее крупные нынешние поселения: Абаканское (Краснотуранск), Лебяжье, Беллык, Кортуз, Тубинск, Восточное, Саянск, Новая Сыда, Николаевка и Салба.
Абаканский район образован 4 апреля 1924 года в пределах Минусинского уезда Енисейской губернии. В 1925 году Абаканский район в составе новообразованного Минусинского округа вошёл в Сибирский край. В 1930 году Минусинский округ был упразднён. Абаканский район вошёл вначале в Западно-Сибирский край как национальный хакасский, а затем в этом же году передан в состав Восточно-Сибирского края. В 1933 году Абаканский район был переименован в Краснотуранский. В 1934 году Краснотуранский район вошёл в образовавшийся Красноярский край. В 1962 году в связи с возведением Красноярской ГЭС и затоплением многих сёл и райцентра Краснотуранский район был упразднён и вошёл в Курагинский район.

### Затоплены
Были затоплены следующие селения:
- Абаканская РТС
- Байкалово
- Беллык
- Белоярск
- Биря
- Бузуново
- Быскар
- Дмитриевка
- Краснотуранск
- Логовое
- Малые Ирджи
- Нефтебаза
- Ново-Свинино
- Пристань
- РТС Моисеевская
- Свинино
- Сорокино
- Спартак
- Сыда
- Унюк
- Усть-Сыда
- Усть-Туба
- Ф.[что?] Комсомольская
- Хбп.[что?] Сорокинский
- Хбп. Унюкский

Однако с перенесением Краснотуранска на новое место в 1966 году район вновь был восстановлен. В 2001 году на горе, в том месте, где вода скрыла на дне Красноярского водохранилища село Быскар, установлен памятный крест.
В августе 2007 года исполнилось 300 лет с начала присоединения к Российскому государству территории южного Енисея, когда «объединённый отряд из томских, кузнецких и красноярских служилых людей, возглавляемых томским сыном боярским Ильёй Цыцуриным и красноярским сыном боярским Каноном Самсоновым», отправился вверх по Енисею, чтобы выбрать место для строительства острога с целью защиты южных рубежей Российского государства.

## Население
| 2002    | 2009    | 2010    | 2011    | 2012    | 2013    | 2014    |
| ------- | ------- | ------- | ------- | ------- | ------- | ------- |
| 17 322  | ↘16 022 | ↘15 562 | ↘15 504 | ↘15 196 | ↘14 883 | ↘14 548 |
| 2015    | 2016    | 2017    | 2018    | 2019    |         |         |
| ↘14 383 | ↘14 204 | ↘14 152 | ↘14 067 | ↘13 978 |         |         |

## Муниципально-территориальное устройство
В рамках административно-территориального устройства район включает 9 административно-территориальных единиц — 9 сельсоветов.
В рамках муниципального устройства, в муниципальный район входят 9 муниципальных образований со статусом сельских поселений.:
| № | Сельские поселения        | Административный центр | Количество населённых пунктов | Население | Площадь, км2 |
| - | ------------------------- | ---------------------- | ----------------------------- | --------- | ------------ |
| 1 | Беллыкский сельсовет      | село Беллык            | 2                             | ↘1007     | 572,85       |
| 2 | Восточенский сельсовет    | село Восточное         | 3                             | ↘942      | 321,60       |
| 3 | Кортузский сельсовет      | село Кортуз            | 5                             | ↘1531     | 522,70       |
| 4 | Краснотуранский сельсовет | село Краснотуранск     | 1                             | ↗5478     | 325,62       |
| 5 | Лебяженский сельсовет     | село Лебяжье           | 1                             | ↗1203     | 228,13       |
| 6 | Новосыдинский сельсовет   | село Новая Сыда        | 1                             | ↘471      | 180,59       |
| 7 | Салбинский сельсовет      | село Салба             | 3                             | ↘342      | 563,59       |
| 8 | Саянский сельсовет        | село Саянск            | 4                             | ↗1417     | 425,11       |
| 9 | Тубинский сельсовет       | село Тубинск           | 5                             | ↘1761     | 321,74       |

### Населённые пункты
В Краснотуранском районе 25 населённых пунктов.
| №  | Населённый пункт | Тип     | Население | Муниципальное образование |
| -- | ---------------- | ------- | --------- | ------------------------- |
| 1  | Алгаштык         | деревня | 118       | Салбинский сельсовет      |
| 2  | Александровка    | деревня | ↘79       | Салбинский сельсовет      |
| 3  | Беллык           | село    | 1093      | Беллыкский сельсовет      |
| 4  | Белоярск         | село    | 314       | Кортузский сельсовет      |
| 5  | Восточное        | село    | 826       | Восточенский сельсовет    |
| 6  | Галактионово     | село    | 314       | Тубинский сельсовет       |
| 7  | Джирим           | посёлок | 253       | Тубинский сельсовет       |
| 8  | Диссос           | деревня | 205       | Восточенский сельсовет    |
| 9  | Кара-Беллык      | деревня | 112       | Кортузский сельсовет      |
| 10 | Кедровая         | деревня | 209       | Тубинский сельсовет       |
| 11 | Кортуз           | село    | 962       | Кортузский сельсовет      |
| 12 | Краснотуранск    | село    | ↗5478     | Краснотуранский сельсовет |
| 13 | Лебяжье          | село    | ↗1203     | Лебяженский сельсовет     |
| 14 | Листвягово       | деревня | 41        | Восточенский сельсовет    |
| 15 | Моисеевка        | село    | ↘190      | Саянский сельсовет        |
| 16 | Николаевка       | деревня | ↘524      | Саянский сельсовет        |
| 17 | Новая Сыда       | село    | ↘471      | Новосыдинский сельсовет   |
| 18 | Новоивановка     | село    | 198       | Тубинский сельсовет       |
| 19 | Салба            | село    | 252       | Салбинский сельсовет      |
| 20 | Сарушка          | деревня | 142       | Кортузский сельсовет      |
| 21 | Саянск           | село    | 731       | Саянский сельсовет        |
| 22 | Тёплый Ключ      | посёлок | 58        | Саянский сельсовет        |
| 23 | Тубинск          | село    | 908       | Тубинский сельсовет       |
| 24 | Уза              | деревня | 233       | Кортузский сельсовет      |
| 25 | Уяр              | деревня | 118       | Беллыкский сельсовет      |

Упразднённые населённые пункты:
- 1960-е годы — деревня Креславка
- 1962 год — села Быскар, Сыда, Унюк, Усть-Сыда.
- 1966 год — село Абаканское.
- 1999 год — деревня Метихово Саянского сельсовета[22].

## Местное самоуправление
Краснотуранский районный Совет депутатов
Состоит из 21 депутатов. Дата формирования: 14.09.2014. Срок полномочий: 5 лет
Председатель
- Мерикин Александр Олегович

Глава Краснотуранского района
- 1996—2005 — Сергиенко Иван Афанасьевич[23]
- 2005 −2009 — Фоминых Виктор Георгиевич (скончался 21 марта 2009 года)
- с 30.10.2009 — по 10.10.2014 Каптуров Михаил Иванович. Срок полномочий: 5 лет[24]
- с 10.10.2014 — Шалунов Николай Степанович
- с января 2020 – Ванева Оксана Владимировна

Глава администрации района
- ?-2009 — Фоминых Виктор Георгиевич (скончался 21 марта 2009 года)
- ?-2013 — Колотеева Нина Алексеевна
- с 20 августа 2013 — 11 февраля 2015 года Пермякова Ольга Романовна
- с 11 февраля 2015 по н.в. Линдт Виктор Александрович